# Lin Xinyu
Lin Xinyu (2002) es una deportista china que compite en triatlón. Ganó dos medallas en los Juegos Asiáticos de 2022 y tres medallas en el Campeonato Asiático de Triatlón, en los años 2022 y 2024.

## Palmarés internacional
| Juegos Asiáticos    | Juegos Asiáticos    | Juegos Asiáticos  | Juegos Asiáticos |
| Año                 | Lugar               | Medalla           | Prueba           |
| ------------------- | ------------------- | ----------------- | ---------------- |
| 2022                | Hangzhou (China)    | Medalla de plata  | Individual       |
| 2022                | Hangzhou (China)    | Medalla de plata  | Relevo mixto     |
| Campeonato Asiático |                     |                   |                  |
| Año                 | Lugar               | Medalla           | Prueba           |
| 2022                | Aktau (Kazajistán)  | Medalla de plata  | Individual       |
| 2022                | Aktau (Kazajistán)  | Medalla de bronce | Relevo mixto     |
| 2024                | Hatsukaichi (Japón) | Medalla de plata  | Individual       |